# Predomini lingüístic
El predomini lingüístic d'un municipi, comarca, regió o país és l'idioma històric dels seus habitants. El terme s'aplica generalment a zones plurilingües o en estats on existeixen diversos idiomes oficials i és necessari determinar en quines zones predomina un idioma o un altre. Per exemple, el Canadà té dues llengües oficials, però es pot dir que el Quebec, la Acàdia de Nova Brunswick i també la regió oriental d'Ontario són de predomini lingüístic francès i la resta del territori (aproximadament) de predomini lingüístic anglès.
El terme és més aviat un concepte jurídic que lingüístic i s'utilitza sovint per a classificar les zones d'un territori en què un idioma és oficial, o l'altre, o on s'ha de fer (o es pot fer) l'ensenyament en un idioma o l'altre. Per tant, això no indica necessàriament que un territori que, per llei, és designat de predomini lingüístic d'un idioma tinga més parlants d'eix idioma que dels altres. Moltes vegades, s'atenen a criteris històrics i polítics i no sols als exclusivament lingüístics.

## El predomini lingüístic als territoris de parla catalana

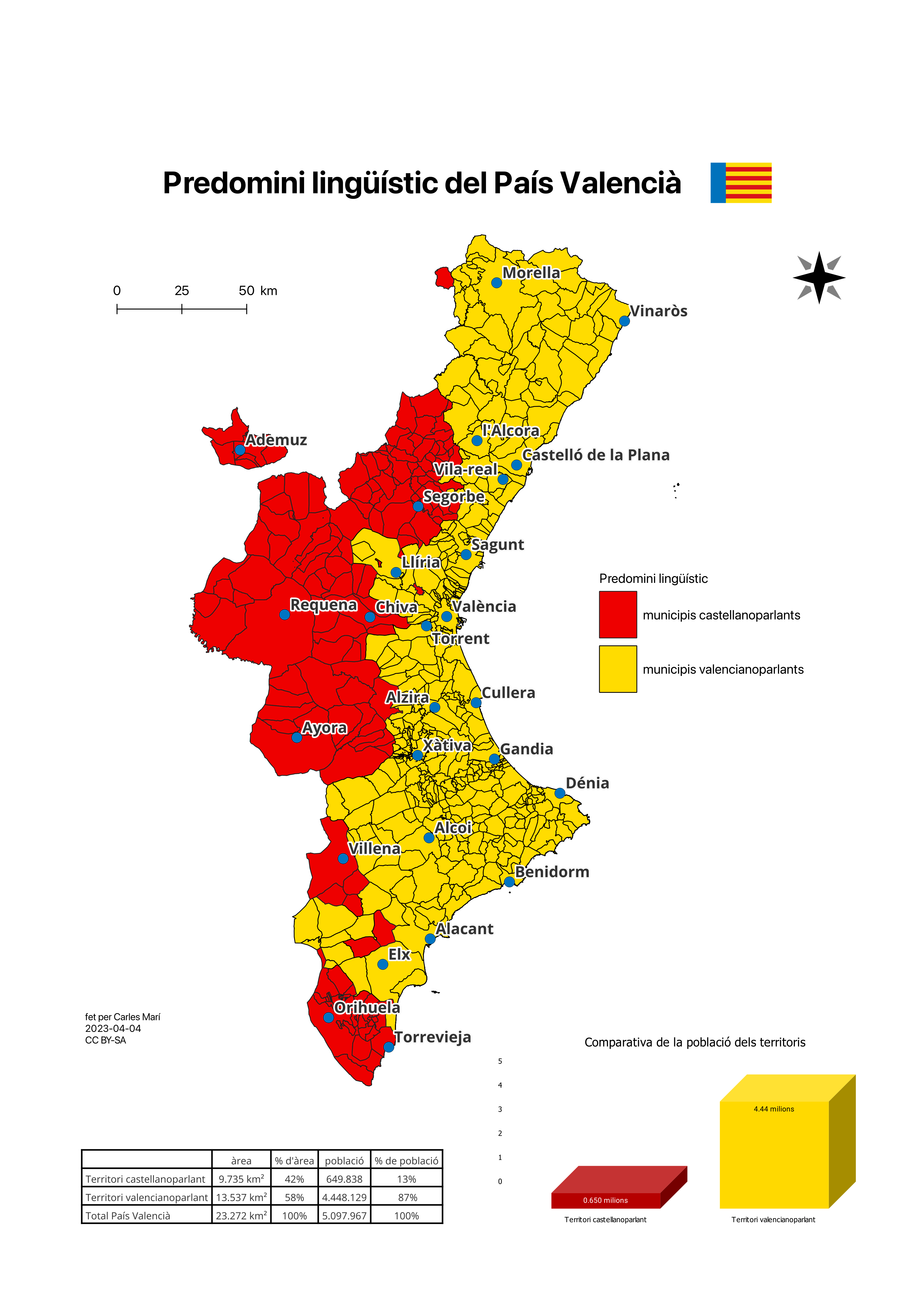
Zones de predomini lingüístic castellà (roig) i valencià (groc) al País Valencià

- A Catalunya no s'usa el terme jurídic de predomini lingüístic, però l'Estatut reconeix que la llengua pròpia de l'Aran és l'occità i que el de la resta de Catalunya és el català.[1]
- Les Illes Balears són de predomini lingüístic català.
- Al País Valencià, com que existixen zones tradicionalment de parla aragonesa i castellana, hi ha municipis i comarques de predomini lingüístic valencià i municipis i comarques de predomini lingüístic castellà. En aquest cas, la Llei d'Ús i Ensenyament del Valencià és la norma que regula quins municipis es determinen (per raons històriques i d'ús de la llengua) com d'un predomini lingüístic o d'altre (al seu títol V hi ha una llista dels municipis). L'acadèmic Manuel Sanchis Guarner va publicar en La llengua dels valencians (1960) una enumeració de localitats i pedanies que posteriorment coincidiria idènticament amb la llista recollida en l'esmentada llei.[2]
- A Andorra, encara que una part important de la població coneix el castellà i/o el francès, l'única llengua oficial és el català i, per tant, el terme predomini lingüístic no és aplicable jurídicament.
- A la Catalunya del Nord, la Carta a favor del català va reconèixer el català com a llengua oficial de tot el departament dels Pirineus Orientals sense delimitar-ne l'abast territorial ni excloure'n la comarca occitanòfona de la Fenolleda.
- A la Franja de Ponent, la Llei de llengües d'Aragó no delimita el territori de parla catalana, malgrat que als avantprojectes de la llei sí que s'havia previst de fer-ho.

Hi ha altres territoris de predomini lingüístic català, com el Carxe o l'Alguer, però no tenen reconeixement oficial.

## El predomini lingüístic a Navarra
El terme predomini lingüístic legalment s'usa únicament al País Valencià. No obstant això, el mateix concepte pot ser aplicable a altres territoris en què existeix una llengua pròpia, oficial, a més del castellà, però en la qual tal llengua no és parlada en tot el territori i tal absència té efectes legals.
D'acord amb la definició, només Navarra aplicaria un concepte similar al de predomini lingüístic respecte del basc i el castellà. D'acord amb la Llei foral 18/1986, de 15 de desembre, del basc, el territori navarrès queda dividit en tres sectors:

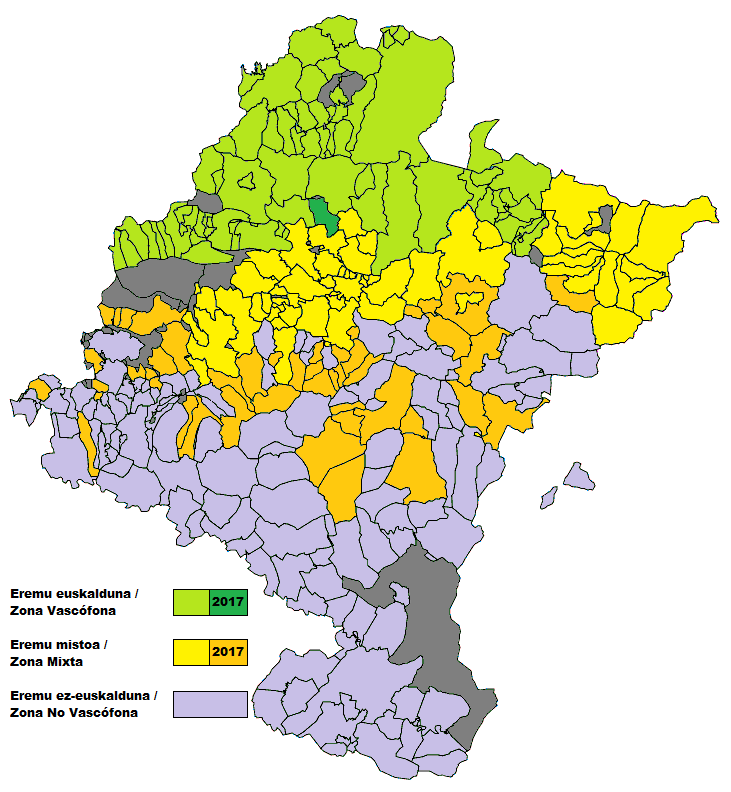
Distribució municipal de les zones bascòfona, mixta i no bascòfona a la Comunitat Foral de Navarra

Zona bascòfona: composta pel terç septentrional de Navarra. Comprèn tota la zona pirinenca excepte les valls més orientals, amb 61 municipis i un 11% de la població de Navarra. Aquesta zona és de predomini lingüístic basc: són parlants nadius de basc el 47,1% de la població per un 43,6% de parlants nadius de castellà.
Abaurregaina, Abaurrepea, Altsasu, Anue, Araitz, Aranaz, Arano, Arakil, Arbizu, Areso, Aria, Aribe, Arruazu, Bakaiku, Basaburua, Baztan, Beintza-Labaien, Bera, Bertizarana, Betelu, Burguete, Donamaria, Doneztebe, Etxalar, Etxarri-Aranatz, Elgorriaga, Eratsun, Ergoiena, Erro, Esteribar, Ezkurra, Garaioa, Garralda, Goizueta, Hiriberri, Imotz, Igantzi, Irañeta, Ituren, Iturmendi, Lakuntza, Lantz, Larraun, Leitza, Lesaka, Luzaide, Oiz, Olazagutia, Orbaizeta, Orbara, Roncesvalls, Saldias, Sunbilla, Uharte-Arakil, Ultzama, Urdax, Urdiain, Urrotz, Ziordia, Zubieta i Zugarramurdi.
Zona mixta: composta per una franja intermèdia que comprèn un sisè de la superfície de Navarra, incloent-hi Pamplona i les valls pirinenques més orientals (vall de Roncal i de Salazar), amb 48 municipis. Aquesta zona és de predomini lingüístic castellà: són parlants nadius de castellà el 94,1% de la població, per un 2,3% de parlants nadius de basc.
Abarzuza, Ansoain, Aoiz, Arce, Atez, Barañain, Burgui, Burlada, Ciriza, Cizur, Echarri, Echauri, Egues, Ezcaroz, Esparza, Estella, Ezcabarte, Garde, Goñi, Guesa, Guesalaz, Huarte, Isaba, Iza, Izalzu, Jaurrieta, Juslapeña, Lezáun, Lizoain, Ochagavia, Odieta, Olaibar, Olza, Ollo, Oronz, Oroz Betelu, Pamplona, Puente la Reina, Roncal, Salinas de Oro, Sarries, Urzainqui, Uztarroz, Vidangoz, Vidaurreta, Villava, Yerri i Zabalza.
Zona no bascòfona: composta per la meitat meridional de Navarra, incloent tota la ribera de l'Ebre des de Viana fins a Tudela, amb 163 municipis. Suposa gairebé un 50% del territori d'aquesta comunitat. A la zona no bascòfona no es parla basc, i no és possible estudiar en col·legis públics en basc. La integren la resta dels municipis navarresos.

## Predomini lingüístic a Finlàndia
A Finlàndia, tant el finès com el sami septentrional i el suec són llengües oficials a nivell estatal, si bé aquest darrer només és llengua materna del 6% de la població. A nivell local, cada municipi és classificat com a monolingüe finès (399 municipis), bilingüe amb majoria finesa (17), bilingüe amb majoria sueca (22) o monolingüe suec (26 en total, dels quals 16 a les Åland). Un municipi és declarat bilingüe quan té més del 8% de la població o més de 3.000 habitants parlant l'altra llengua. Altrament és monolingüe. Aquesta classificació lingüística dels municipis és revisada cada 10 anys.